# Medaillespiegel van de Olympische Zomerspelen 1932
Op de Olympische Zomerspelen 1932 in Los Angeles werden 346 medailles uitgereikt. In de tabel op deze pagina staat het medailleklassement. Het IOC stelt officieel geen medailleklassement op, maar geeft desondanks een medailletabel ter informatie. In het klassement wordt eerst gekeken naar het aantal gouden medailles, vervolgens de zilveren medailles en tot slot de bronzen medailles. In deze medaillespiegel zijn de medailles voor de kunstprijzen niet meegerekend.
In de tabel heeft het gastland heeft een blauwe achtergrond. Het grootste aantal medailles in elke categorie is vetgedrukt.
| Plaats | Land              | NOC    | Goud | Zilver | Brons | Totaal |
| ------ | ----------------- | ------ | ---- | ------ | ----- | ------ |
| 1      | Verenigde Staten  | USA    | 41   | 32     | 30    | 103    |
| 2      | Italië            | ITA    | 12   | 12     | 12    | 36     |
| 3      | Frankrijk         | FRA    | 10   | 5      | 4     | 19     |
| 4      | Zweden            | SWE    | 9    | 5      | 9     | 23     |
| 5      | Japan             | JPN    | 7    | 7      | 4     | 18     |
| 6      | Hongarije         | HUN    | 6    | 4      | 5     | 15     |
| 7      | Finland           | FIN    | 5    | 8      | 12    | 25     |
| 8      | Groot-Brittannië  | GBR    | 4    | 7      | 5     | 16     |
| 9      | Duitsland         | GER    | 3    | 12     | 5     | 20     |
| 10     | Australië         | AUS    | 3    | 1      | 1     | 5      |
| 11     | Argentinië        | ARG    | 3    | 1      | 0     | 4      |
| 12     | Canada            | CAN    | 2    | 5      | 8     | 15     |
| 13     | Nederland         | NED    | 2    | 5      | 0     | 7      |
| 14     | Polen             | POL    | 2    | 1      | 4     | 7      |
| 15     | Zuid-Afrika       | RSA    | 2    | 0      | 3     | 5      |
| 16     | Ierland           | IRL    | 2    | 0      | 0     | 2      |
| 17     | Tsjecho-Slowakije | TCH    | 1    | 2      | 1     | 4      |
| 18     | Oostenrijk        | AUT    | 1    | 1      | 3     | 5      |
| 19     | Brits-Indië       | IND    | 1    | 0      | 0     | 1      |
| 20     | Denemarken        | DEN    | 0    | 3      | 3     | 6      |
| 21     | Mexico            | MEX    | 0    | 2      | 0     | 2      |
| 22     | Letland           | LAT    | 0    | 1      | 0     | 1      |
| 22     | Nieuw-Zeeland     | NZL    | 0    | 1      | 0     | 1      |
| 22     | Zwitserland       | SUI    | 0    | 1      | 0     | 1      |
| 25     | Filipijnen        | PHI    | 0    | 0      | 3     | 3      |
| 26     | Spanje            | ESP    | 0    | 0      | 1     | 1      |
| 26     | Uruguay           | URU    | 0    | 0      | 1     | 1      |
| Totaal | Totaal            | Totaal | 116  | 116    | 114   | 346    |

Medaillespiegel Olympische Spelen aller tijden · Medaillespiegel Zomerspelen aller tijden · Medaillespiegel Winterspelen aller tijden
Medaillespiegel Zomerspelen
1896 · 1900 · 1904 · 1906 · 1908 · 1912 · 1920 · 1924 · 1928 · 1932 · 1936 · 1948 · 1952 · 1956 · 1960 · 1964 · 1968 · 1972 · 1976 · 1980 · 1984 · 1988 · 1992 · 1996 · 2000 · 2004 · 2008 · 2012 · 2016 · 2020 · 2024

Medaillespiegel Winterspelen

1924 · 1928 · 1932 · 1936 · 1948 · 1952 · 1956 · 1960 · 1964 · 1968 · 1972 · 1976 · 1980 · 1984 · 1988 · 1992 · 1994 · 1998 · 2002 · 2006 · 2010 · 2014 · 2018 · 2022
American Football (demonstratie) · Atletiek · Boksen · Gewichtheffen · Hockey · Lacrosse (demonstratie) · Kunstwedstrijden · Moderne vijfkamp · Paardensport · Roeien · Schermen · Schietsport · Schoonspringen · Turnen · Waterpolo · Wielersport · Worstelen · Zeilen · Zwemmen